# Villa Piovene
Pour les articles homonymes, voir Piovene (homonymie).
La villa Piovene est une villa veneta attribuée, non sans avoir suscité bon nombre d'interrogations, à Andrea Palladio, sise à Lugo di Vicenza, dans la province de Vicence et la région Vénétie, en Italie.
Cette villa, ainsi que vingt-trois autres et le centre historique de la ville de Vicence sont inscrits sur la liste du patrimoine mondial de l'UNESCO.

## Historique
La villa Piovene construite entre 1539 et 1540 à proximité immédiate (quelques centaines de mètres) de la villa Godi Malinverni est un projet concurrent de cette dernière. Un antagonisme avéré et la compétition entre les deux familles Piovene et Godi  ont en effet stimulé l’ambition de Battista Piovene dans ce sens mais son fils Tommaso en est probablement le commanditaire. Les Piovene ont cependant voulu rivaliser moins par les dimensions de la villa que par le choix de l’artisan, le vicentin Giovanni di Giacomo da Porlezza, également responsable de l’exécution de la villa Godi, et ancien employeur de Palladio.

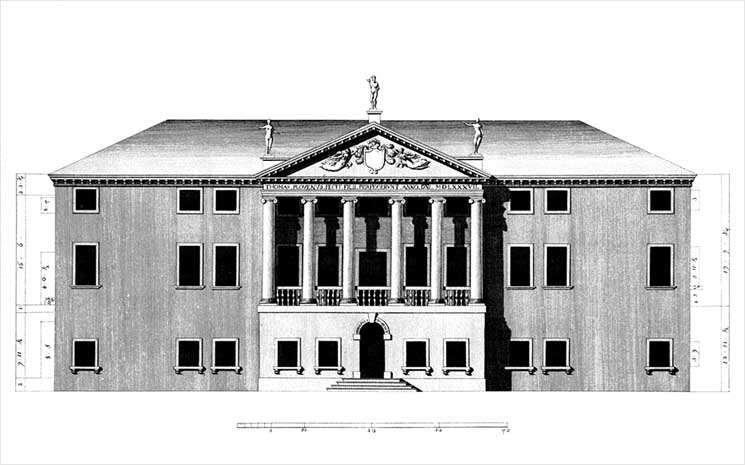
Façade de la villa due à Ottavio Bertotti Scamozzi, 1778.

Plus de doutes que de certitudes subsistent quant à la participation de Palladio à la réalisation de la villa. D'abord, elle ne figure pas dans Les Quatre Livres de l'architecture mais d'autres villas, comme Gazzotti Grimani ou Valmarana Bressan dont la paternité palladienne est certaine, n’y sont également pas répertoriées. Ce sont surtout les caractéristiques de l’édifice qui provoquent le plus de perplexité : la planimétrie est peu significative, les fenêtres percent la façade sans ordre particulier, et le pronaos se greffe sans harmonie au corps central.

## Description

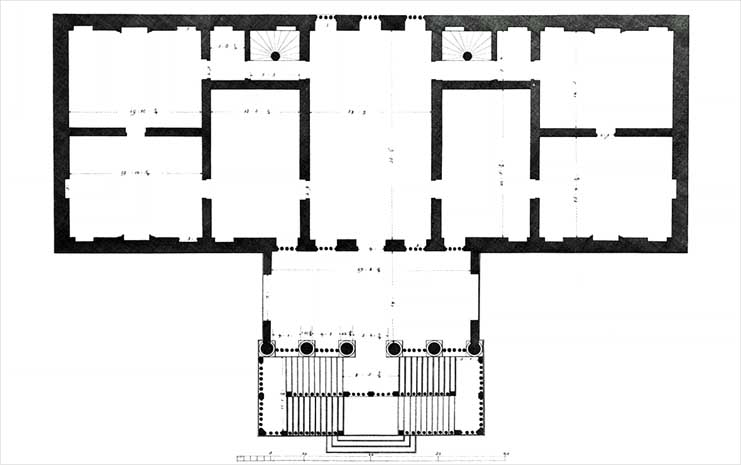
Plan de la villa dû à Ottavio Bertotti Scamozzi, 1778

La physionomie actuelle de la villa résulte d’au moins trois campagnes de travaux : la maison seigneuriale initiale, terminée en 1540, est ensuite agrandie avec l’ajout de fenêtres sur les deux côtés, entre 1570 et 1580, et l’intégration du pronaos, composé de six colonnes ioniques surmontées d’un fronton triangulaire, dont la construction commencée vers 1570 est terminée en 1587 (il porte cette date gravée).
Enfin, dans la première moitié du XVIIIe siècle, l'architecte Francesco Muttoni construit les  deux barchesse, toujours en place et l'escalier à double rampe menant à la loggia. Il arrange également le jardin dont l'élément majeur de sa scénographie, l'escalier à plusieurs volées qui donne accès à la villa, a été réalisé quelques années plus tôt, avec le beau portail de 1703.

## Source
- (it) Cet article est partiellement ou en totalité issu de l’article de Wikipédia en italien intitulé « Villa Piovene » (voir la liste des auteurs)  dans sa version du 15 mai 2010]. Il est lui-même issu du texte relatif à la villa Piovene, sur le site du CISA, , lequel a autorisé sa publication (cf  tkt #2008031210017761)